# Mariënstede

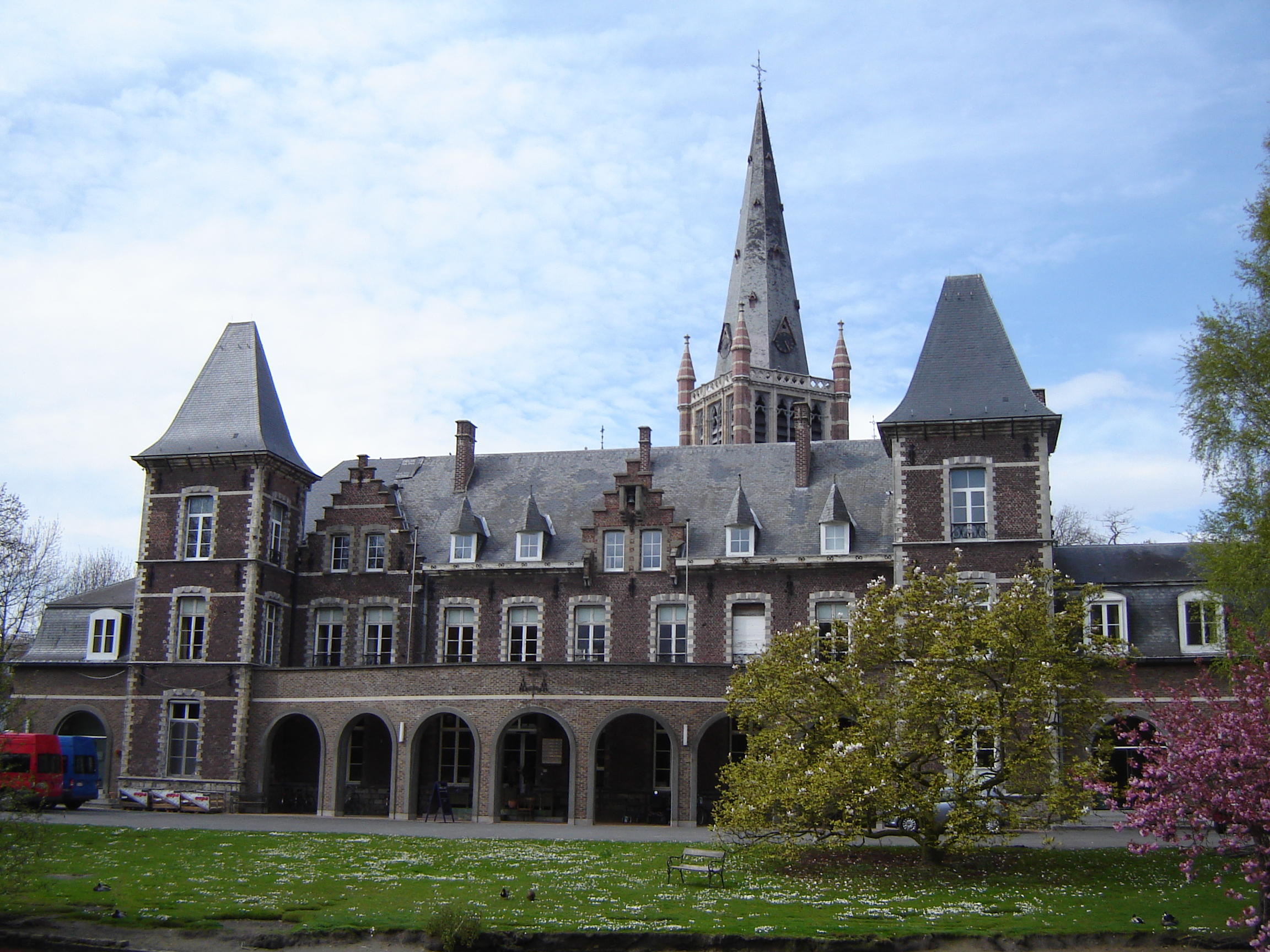
Mariënstede

Mariënstede is een kasteel in de tot de West-Vlaamse gemeente Moorslede behorende plaats Dadizele, gelegen aan de Remi-Dewittestraat 6.

## Geschiedenis
Oorspronkelijk stond hier een middeleeuwse waterburcht, zetel van de heren van Dadizele. Vanaf 1478 was het bezit van de heren van Komen. Vanaf ongeveer 1500 tot einde 18e eeuw was het in handen van de familie de Croix. Het huidige kasteel is in de 19e eeuw gebouwd, maar het werd tijdens de Eerste Wereldoorlog zwaar beschadigd. Vervolgens werd het noordelijke gedeelte afgebroken en het overige deel werd hersteld. Markies de Bouillé was de laatste adellijke bewoner. In 1953 verkocht hij het aan het Bisdom Brugge. Het werd een retraitehuis, Maria Assumpta genaamd. Het complex werd uitgebreid, onder meer met een kapel. De moestuin werd omgevormd tot rosarium. 
In 1985 werd het domein door het Bisdom Brugge in erfpacht gegeven aan de nieuwe vzw Mariënstede, die er dagbesteding en wonen zal aanbieden voor volwassenen met een beperking. In 2021 werd het domein eigendom van de vzw Mariënstede.

## Gebouw
Het betreft een omgracht kasteel met een U-vormige vleugel uit de 19e eeuw, die mogelijk een oudere kern bezit. Het huidige uiterlijk hiervan is ontstaan in 1885, na een restauratie. In 1955 werd aan de achterzijde een uitbreiding met binnentuin gerealiseerd.
Het 19e-eeuwse gedeelte is een dubbelhuis dat geflankeerd wordt door twee voorgeplaatste hoektorens.
Naast het kasteel is er een hovenierswoning, een conciërgewoning met een torentje en koetshuis (Het Torreke) en een orangerie.
Het park is mogelijk in het eerste kwart van de 19e eeuw aangelegd in Engelse landschapsstijl. Er zijn twee dreven, er is ook een vijver en een ijskelder. In het park vindt men vele soorten loofbomen.